# Hasselburg

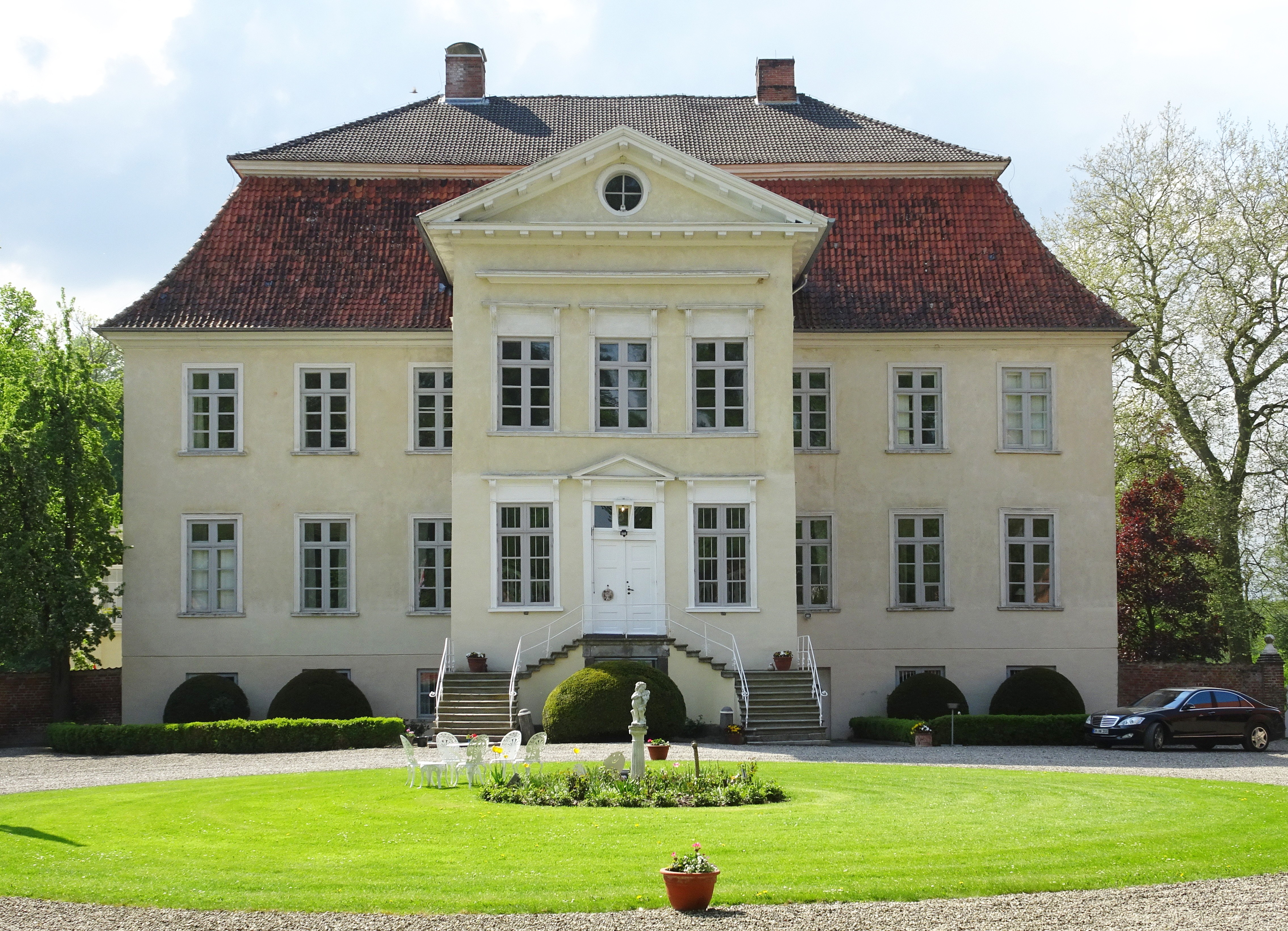
Hasselburg, huvudbyggnad, maj 2018.

Hasselburg (eller Gut Hasselburg) är ett historiskt gods i kommunen (Gemeinde) Altenkrempe i Kreis Ostholstein nära Neustadt i förbundslanded Schleswig-Holstein i norra Tyskland. Godsets historiska gårdsanläggning räknas till en av Tysklands ytterst välbevarade i sitt slag. Hasselburg ägs sedan 2010 av en stiftelse och marknadsförs som Kultur Gut Hasselburg.

## Historik

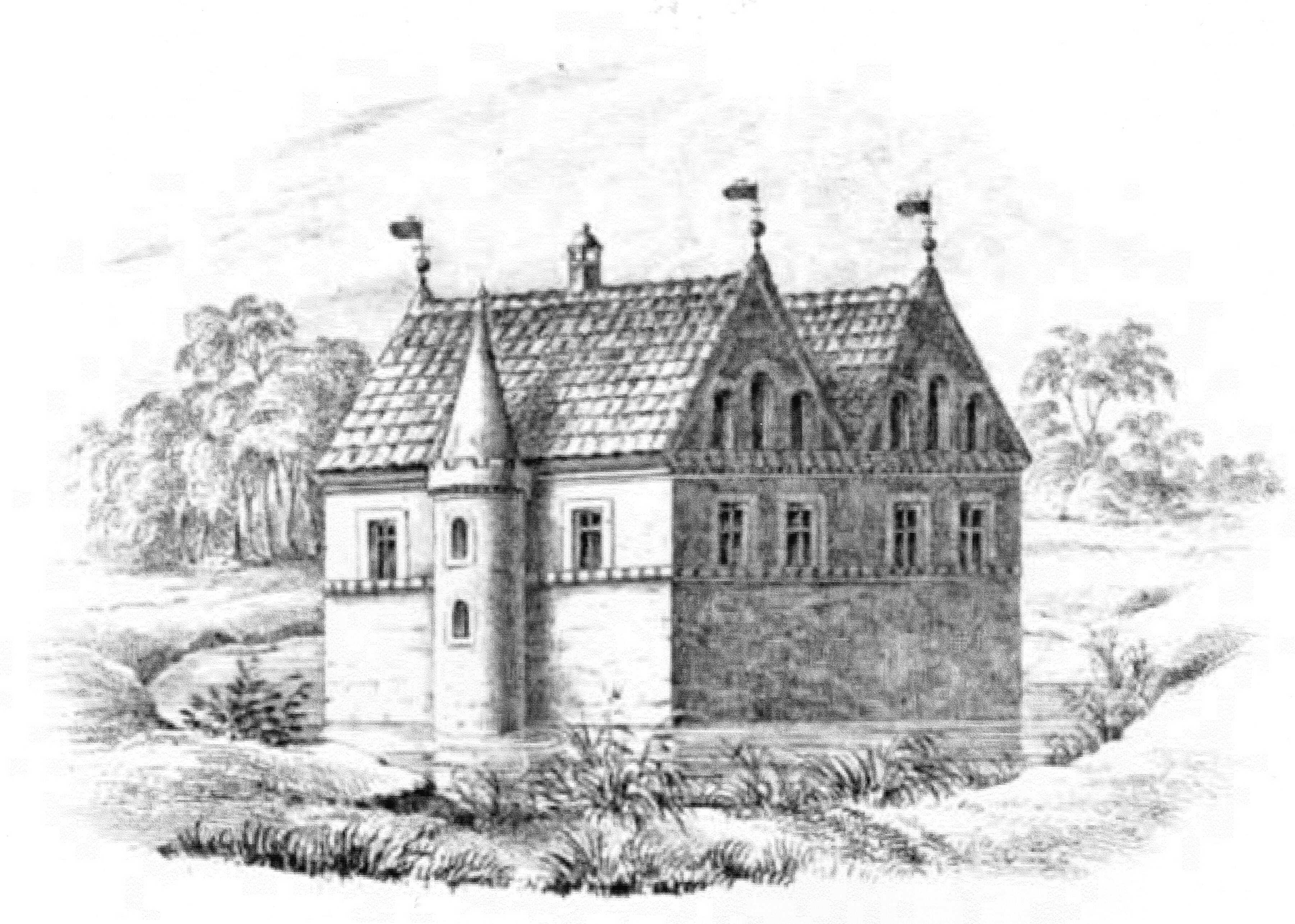
Hasselburg på medeltiden.

Herrgården Hasselburg har rötter tillbaka till medeltiden. Ursprungligen var det ett dubbelhus omgivet av en vattengrav. På 1400-talet ägdes Hasselburg av den adliga familjen Buchwaldt. Därefter av bland andra familjerna Brockdorff, von Plessen och von Dernath. De senare var ägare i fyra generationer mellan 1666 och 1816. Under Gerhard von Dernath uppfördes nuvarande huvudbyggnad som stod klar i mitten på 1700-talet. Samtidigt tillkom den monumentala portalbyggnaden och en mäktig ladugård med halmtak som är en av Tysklands största.
Gårdsanläggningen består av corps de logi, flankerad av två äldre kavaljersflyglar. Mot öster följer två ladugårdar (en norra och en södra). Hela gårdskomplexet avslutas i öster med portalbyggnaden som nås via en lång trädplanterad allé. Huvudbyggnadens entréhall sträcker sig över två våningar och utgör ett viktigt bidrag till senbarockens arkitektur i Schleswig-Holstein.
I början av 1980-talet restaurerades den stora ladugården med bland annat nytt vasstak. Åren 1992 till 1992 sanerades även huvudbyggnaden efter en tids förfall. Anläggningen var fram till år 2010 privatägd och förvärvades då av Stiftelsen Stahlberg som har till uppgift att främja ungdomar och kultur. Huvudbyggnaden är utarrenderad till en privat familj medan den stora ladugården ("kulturladan") är plats för diverse kulturprogram, bland annat konstutställningar och regelbundna musikevenemang (exempelvis Schleswig-Holstein Musik Festival).

## Bilder

Huvudbyggnad och Kavaljersflyglar
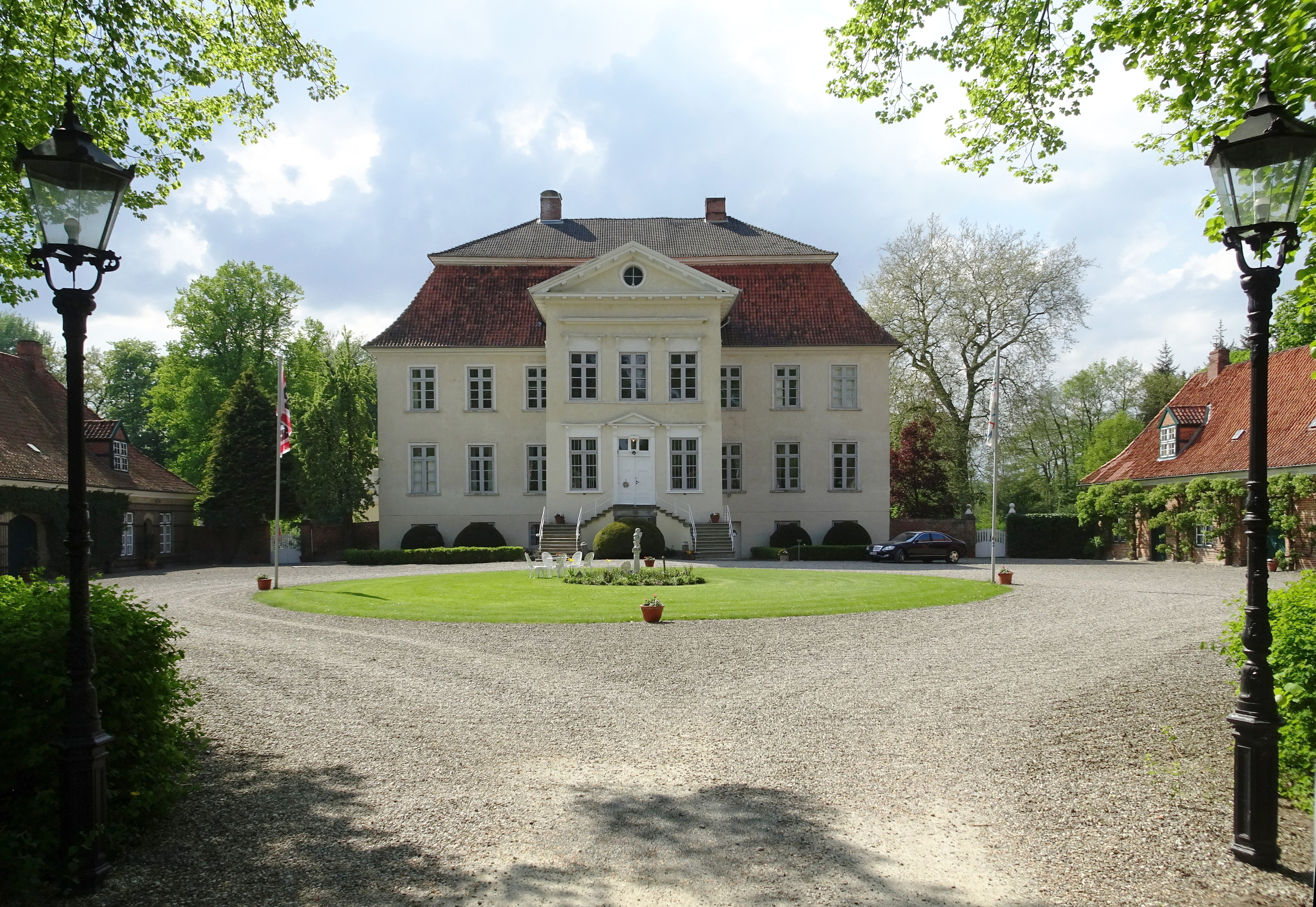
Huvudbyggnad
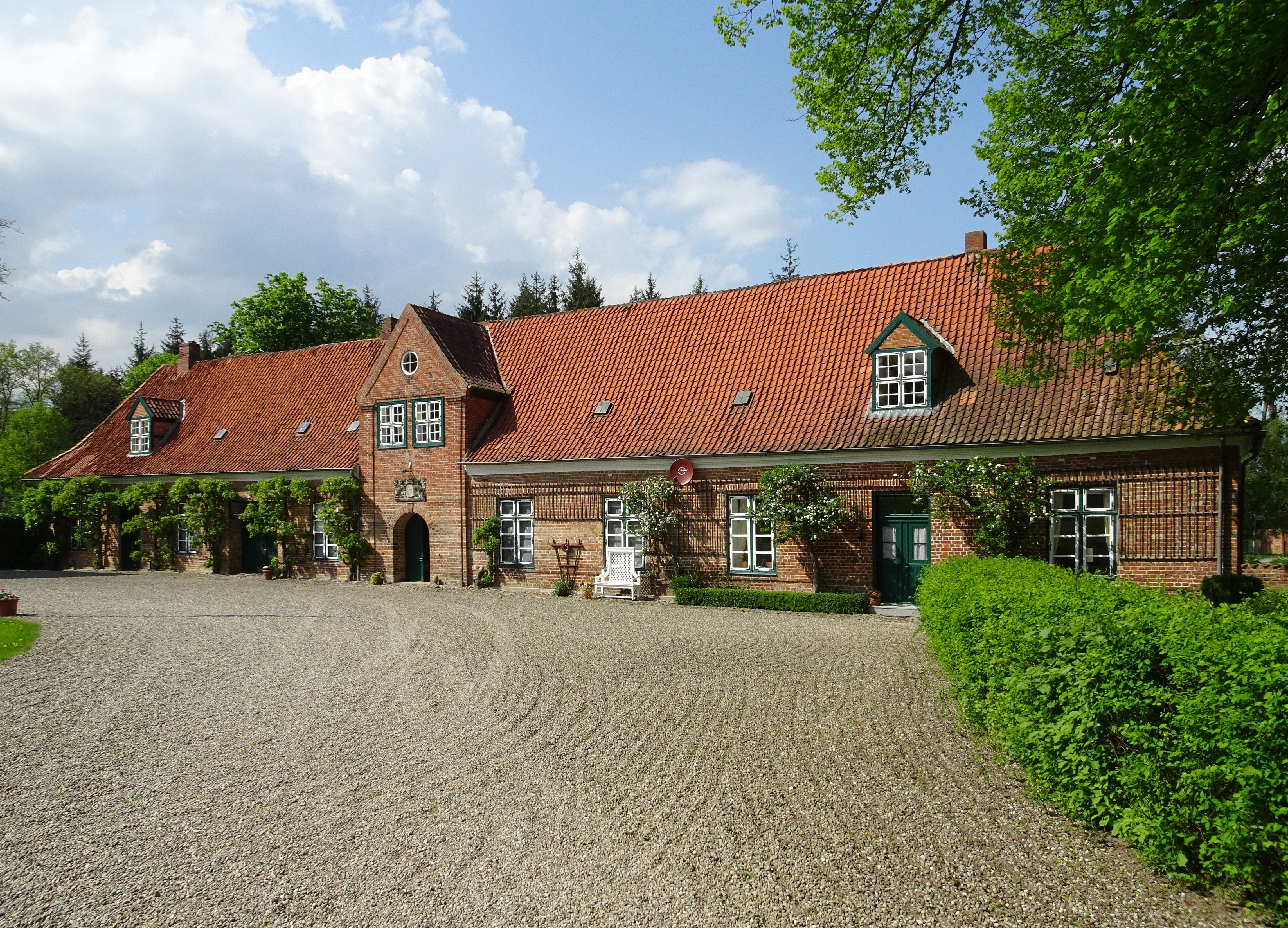
Norra kvaljersflygeln
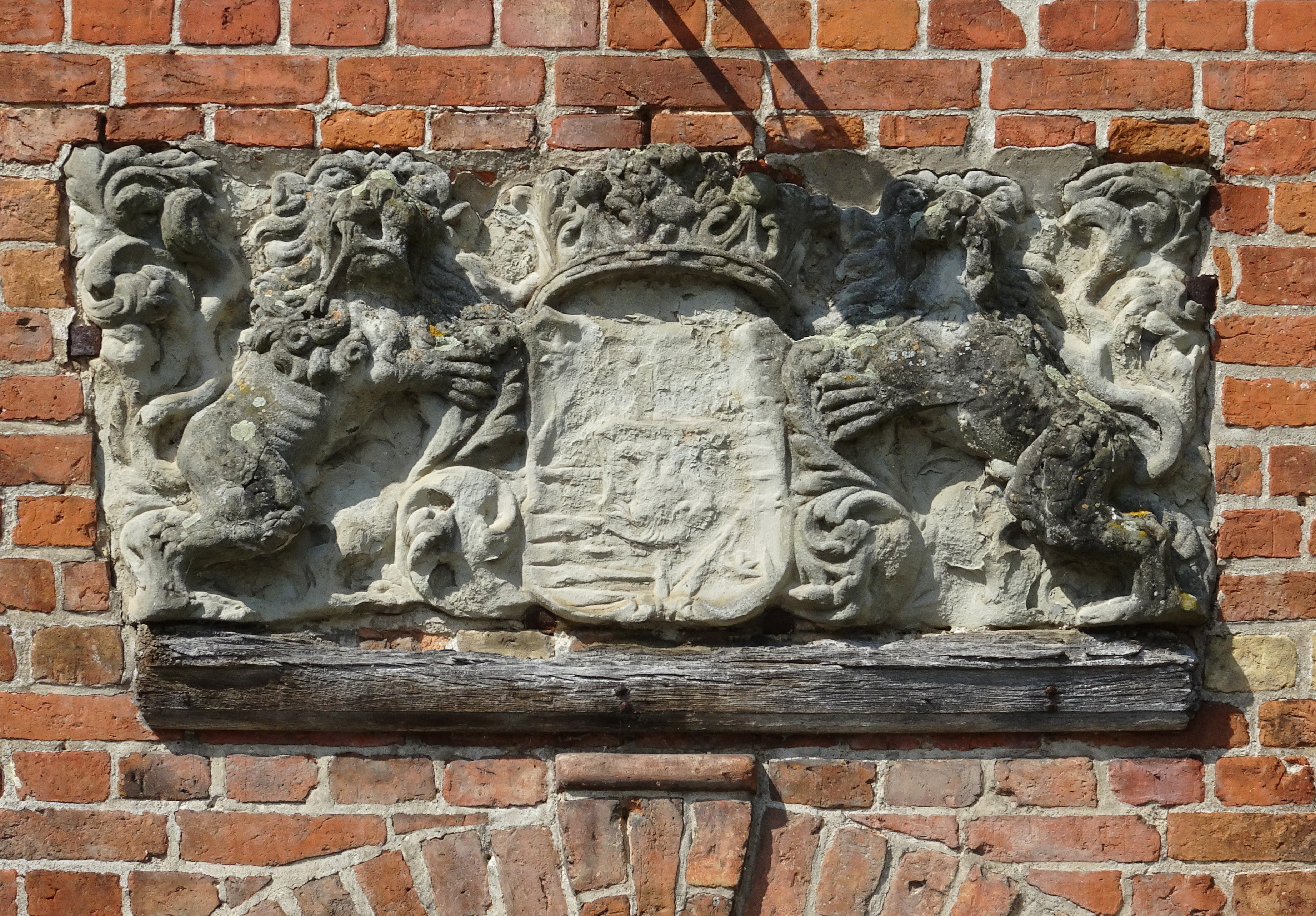
Vapen på norra flygeln
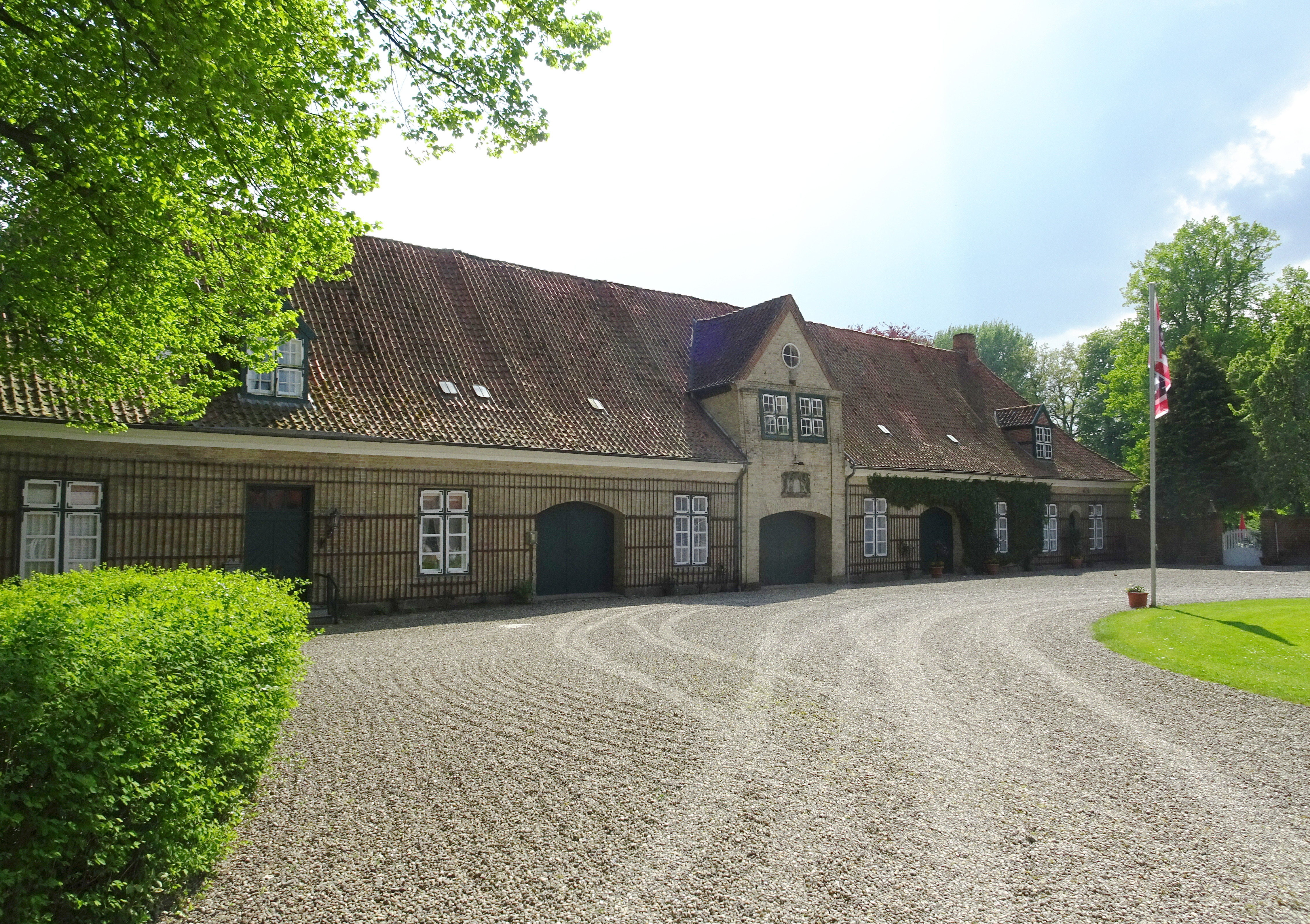
Södra kavaljersflygeln

Nebengebäude
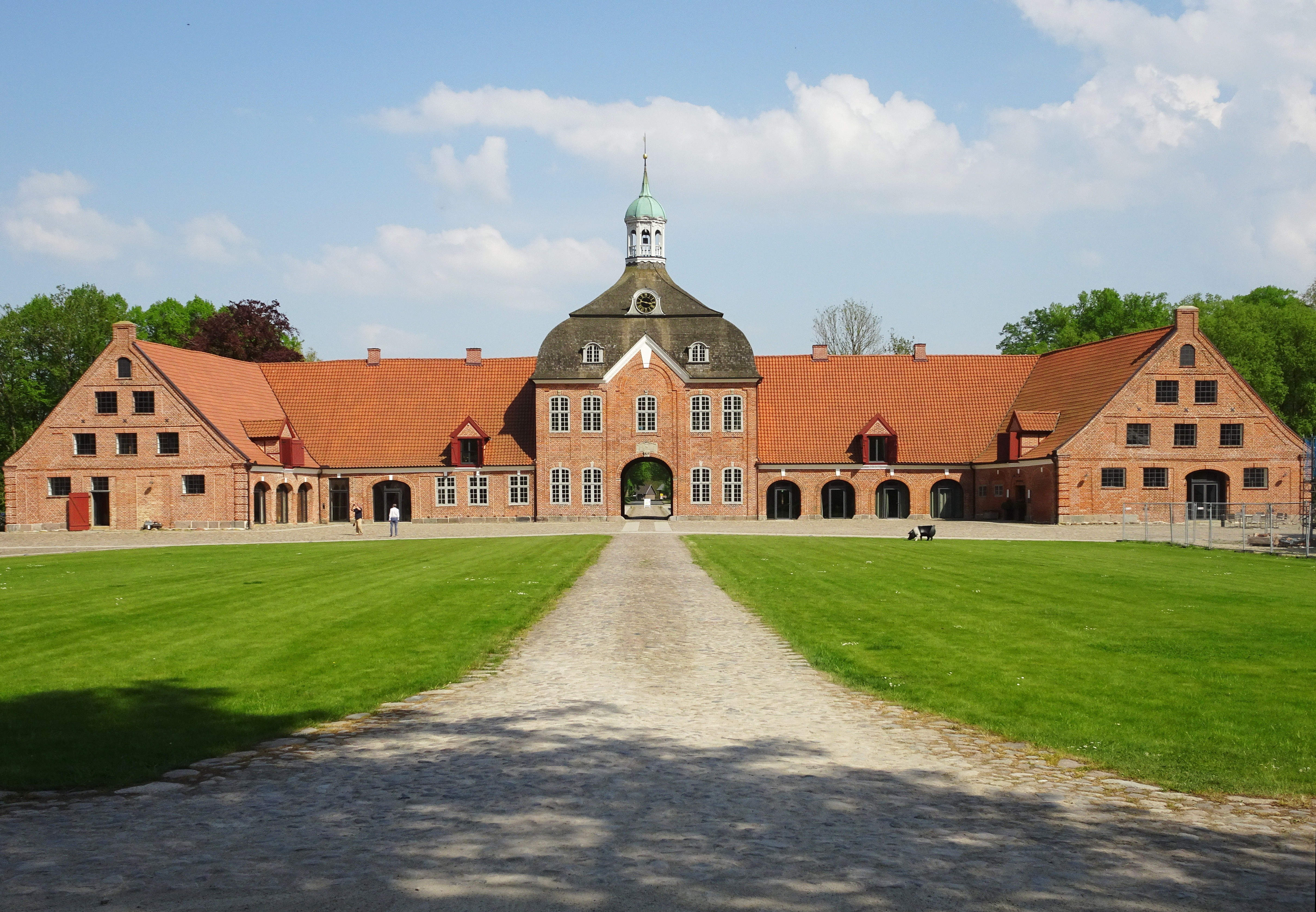
Portalbyggnaden
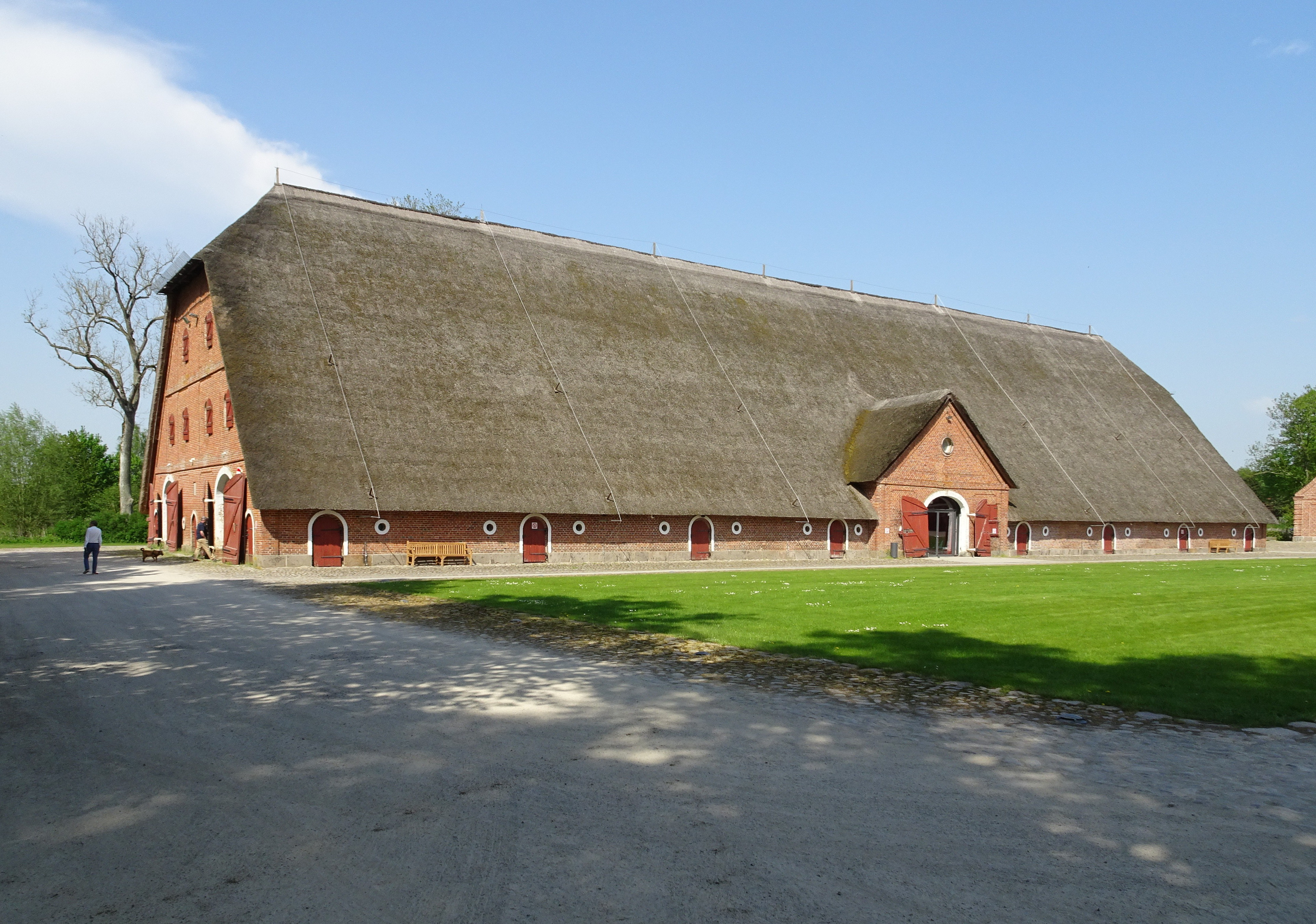
Kulturladan
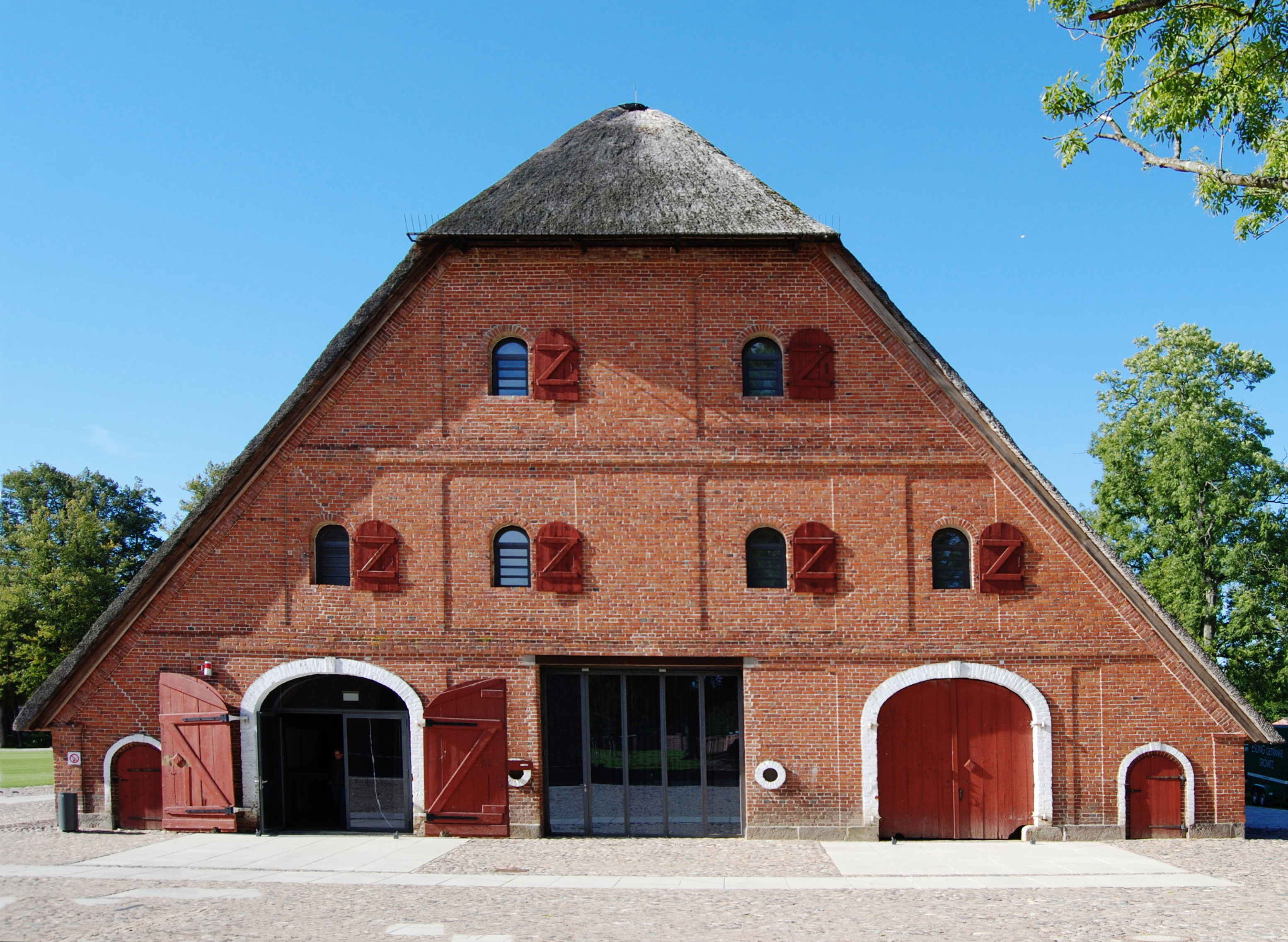
Ingång, kulturladan
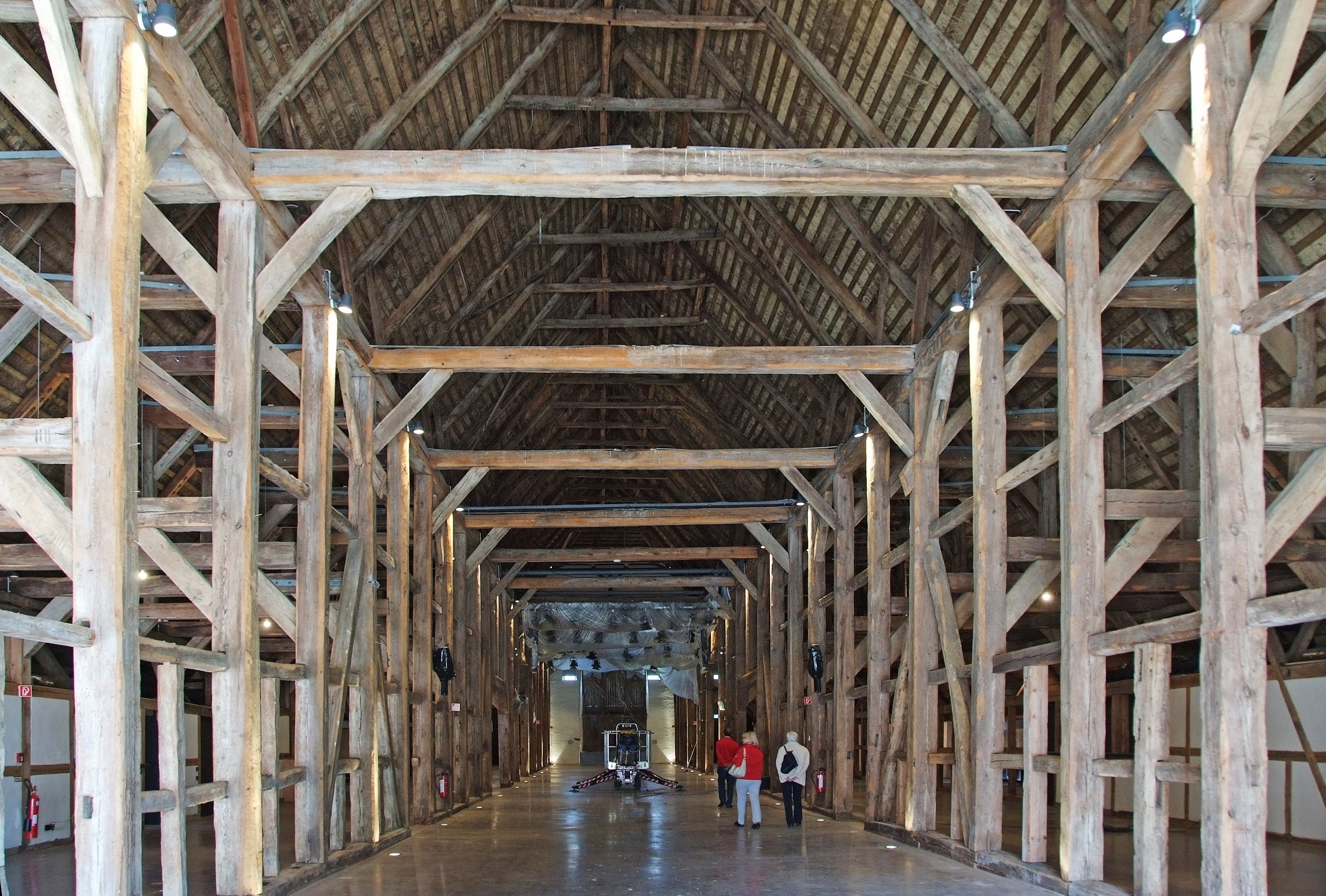
Kulturladan, interiör